# Satbayev Universiteit
De Satbayev Universiteit (Kazachs: Қазақ Ұлттық Техникалық Зерттеу Университет, geromaniseerd: Qazaq Ulttyq Tehnıkalyq Zertteý Ýnıversıtet) is een nationale technische onderzoeksuniversiteit, gevestigd in Almaty, Kazachstan. De universiteit werd opgericht in 1934 en is de oudste technische universiteit van Kazachstan. Ze is vernoemd naar Kanysh Satbayev en is een van de grootste universiteiten van het land.
In de QS World University Rankings van 2020 staat de Satbayev Universiteit wereldwijd op een 561-570de plaats, waarmee het de 5e Kazachse universiteit op de ranglijst is.